# Alejandro Guillier

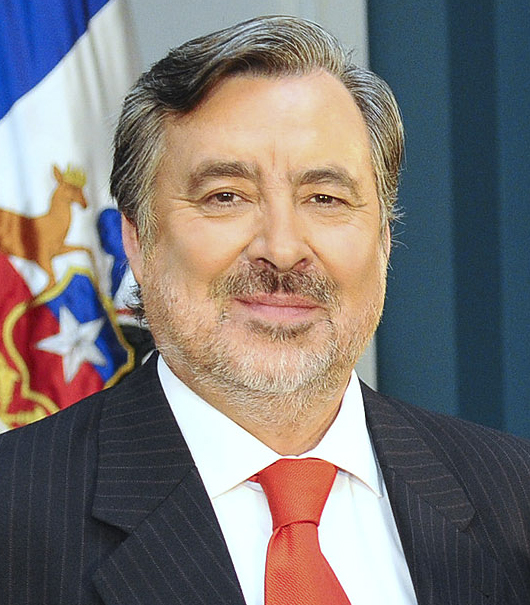
Alejandro Guillier

Alejandro Guillier (* 5. März 1953 in La Serena) ist ein chilenischer Journalist, Soziologe und Politiker.

## Leben
Guillier wurde als Sohn von Alejandro René Guillier Ossa und María Raquel Álvarez Monterrey in eine Familie, in der „tiefgreifende republikanische und demokratische Überzeugungen“ lebendig waren, geboren.
Er studierte Soziologie und Journalismus. Guillier ist als Radio- und Fernsehjournalist in Chile tätig. In den Jahren 1996 und 1997 war er Nationaler Berater der Journalistenvereinigung von Chile, und von 2004 bis 2006 leitete er eine Gewerkschaft. Ihm gelang als unabhängiger Kandidat der Einzug in den Senat von Chile. Bei der Präsidentschaftswahl in Chile 2017 gelangte er als unabhängiger Kandidat in die Stichwahl gegen Sebastián Piñera, die er jedoch verlor.